# Junius Richard Jayewardene
Junius Richard Jayewardene (in singalese ජුනියස් රිචඩ් ජයවර්ධන; in tamil ஜூனியஸ் ரிச்சட் ஜயவர்தனா; Colombo, 17 settembre 1906 – Colombo, 1º novembre 1996) è stato un politico singalese.

## Carriera
È stato il secondo Presidente dello Sri Lanka, in carica dal febbraio 1978 al gennaio 1989.
Dal luglio 1977 al febbraio 1978 è stato Primo ministro dello Sri Lanka.
Dal giugno 1970 al maggio 1977 aveva ricoperto il ruolo di capo dell'opposizione durante il periodo di Governo guidato da Sirimavo Bandaranaike.
Inoltre dal febbraio 1978 al settembre 1979 è stato Segretario Generale del Movimento dei paesi non allineati. In questo ruolo è stato succeduto da Fidel Castro.
Dall'ottobre 1947 all'ottobre 1953 e nuovamente nel periodo aprile-luglio 1960 è stato Ministro delle finanze.